# القيرة
القيرة قرية تابعة لمحافظة تثليث في منطقة عسير في المملكة العربية السعودية يقطنها ما يقارب 2000 نسمه
يوجد فيها مركز للاماره بالإضافة إلى مركز صحي ومدارس للبنين والبنات ابتدائي ومتوسط وثانوي كما يوجد فيها مكتب لخدمات البلدية ولجنة للتنمية الاجتماعية وتبعد عن محافظة تثليث مايقارب 81 كم باتجاه الشرق وتعتبر القيره بوابة عسير الشرقية